# 阿尔宗
阿尔宗（法語：Arzon，法語發音：[aʁzɔ̃]）是法国莫尔比昂省的一个市镇，位于该省南部，属于瓦讷区。

## 地理
阿尔宗（47°32'53"N, 2°53'29"W）面积8.93 平方千米，位于法国布列塔尼大區莫尔比昂省，该省份为法国西北部沿海省份，位于布列塔尼半岛南部，北起阿摩尔滨海省、西接菲尼斯泰尔省，南濒大西洋，东南接大西洋卢瓦尔省，东临伊勒-维莱讷省。
与阿尔宗接壤的市镇（或旧市镇、城区）包括：圣吉尔达德吕伊。

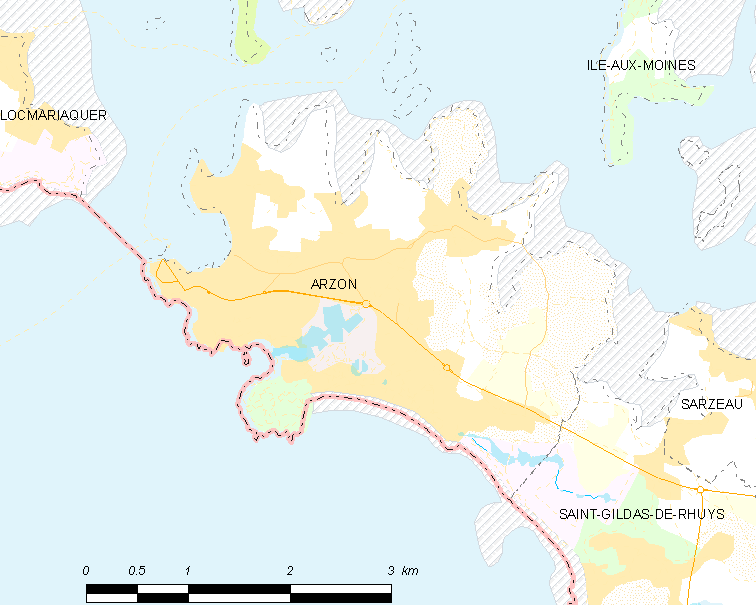
阿尔宗的OSM定位图

阿尔宗的时区为UTC+01:00、UTC+02:00（夏令时）。

## 行政
阿尔宗的邮政编码为56640，INSEE市镇编码为56005。

## 政治
阿尔宗所属的省级选区为塞内县。

## 人口

1962-2008年间阿尔宗人口变化图示

阿尔宗于2022年1月1日时的人口数量为2272人。